# Gweru United FC
Gweru United FC ist ein simbabwischer Fußballverein aus Gweru.
Über den Verein Gweru United FC gibt es nur wenige Informationen. Der größte bekannte Erfolg war der Erreichen des Finales im Pokalendspiel 1984. Das Spiel gegen Black Rhinos FC ging mit 1:4 verloren. Da die Blacks im gleichen Jahr Meister wurden, qualifizierte sich United FC für den African Cup Winners’ Cup. Dort kamen sie in die 2. Runde und schieden nur knapp gegen den Kampala City Council FC aus.

## Statistik in den CAF-Wettbewerben
| Wettbewerb                    | Runde    | Gegner                  | Hinspiel | Rückspiel |  |
| ----------------------------- | -------- | ----------------------- | -------- | --------- |  |
|                               |          |                         |          |           |  |
| African Cup Winners’ Cup 1985 | 1. Runde | Lioli FC                | 1:1 (A)  | 2:1 (H)   |  |
|                               | 2. Runde | Kampala City Council FC | 1:3 (A)  | 1:1 (H)   |  |